# 8323 Krimigis
8323 Krimigis è un asteroide della fascia principale. Scoperto nel 1979 da E. Bowell, presenta un'orbita caratterizzata da un semiasse maggiore pari a 2,6966212 UA e da un'eccentricità di 0,2993334, inclinata di 9,80470° rispetto all'eclittica.
Il nome è un omaggio a Stamatios M. Krimigis, direttore dello Space Department dell'Applied Physics Laboratory della Johns Hopkins University.